# John Junkin
John Junkin, född 29 januari 1930 i Ealing i London, död 7 mars 2006 i Aylesbury, Buckinghamshire, var en brittisk skådespelare, komiker och manusförfattare.